# 阿斯特子爵夫人南希·阿斯特
阿斯特子爵夫人南希·威彻·阿斯特，CH（英語：Nancy Witcher Astor, Viscountess Astor，1879年5月19日—1964年5月2日），英国下议院首位女议员，第二代阿斯特子爵沃尔道夫·阿斯特（Waldorf Astor, 2nd Viscount Astor）之妻。

## 早年

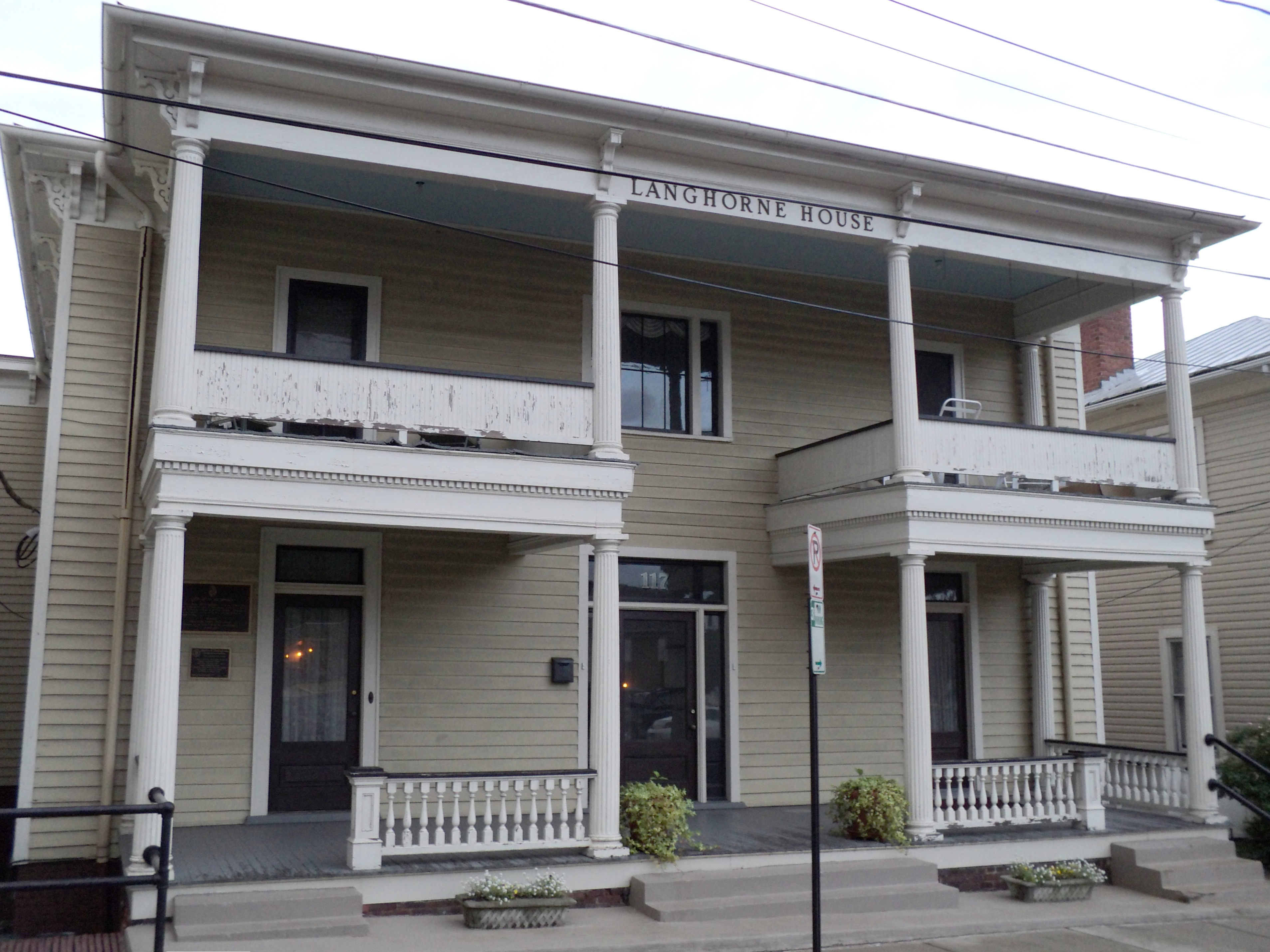
兰霍恩楼

南希本名南希·威彻·兰霍恩，生于美国弗吉尼亚州丹维尔。她的父亲是奇兹韦尔·达布尼·兰霍恩（Chiswell Dabney Langhorne），母亲是南希·威彻·基恩（Nancy Witcher Keene）。南希的父亲本来是大奴隶主，但是，总统亚伯拉罕·林肯在南北战争期间，解放了所有奴隶，导致南希一家在她出生前几年过得十分拮据。南希出生后，她的父亲东山再起，首先是当拍卖人，然后是经营铁路生意。南希13岁时，兰霍恩家已经重新崛起了，住在规模可观的宅邸里。后来，兰霍恩居家搬往弗吉尼亚州阿尔伯马尔县一个庄园，叫米拉多尔（Mirador）。
南希有四个姊妹，三个兄弟。她的姐姐，艾琳（Irene）嫁给了艺术家查尔斯·达纳·吉本森（Charles Dana Gibson），是吉本森女孩（Gibson girl）的模特。南希和艾琳都曾在纽约市就读精修學校（Finishing school）。后来，南希结识了罗伯特·古尔德·肖二世（Robert Gould Shaw II），他是马萨诸塞州第54志愿步兵团指挥官罗伯特·古尔德·肖上校（Robert Gould Shaw）的表弟。两人在1897年10月27日在纽约市结婚，南希时年18岁。
不幸的是，这次婚姻是一场灾难。肖的朋友指责南希是清教徒，十分古板，而南希的朋友则说肖是醉酒强奸犯。尽管如此，他们之间婚姻仍然维持了四年，两人育有一子，博比（Bobbie）。南希曾多次离开肖（第一次是在度蜜月时）。
1903年，南希的母亲去世，她（当时已经离婚）搬回了米拉多尔住，开始打点家务。随后，她到英国旅游，爱上了这个国家。南希的父亲建议她搬到英国居住，但是，她舍不得离开美国，他的父亲告诉她，这是她母亲的遗愿，也有利于她的妹妹。1905年，南希和菲莉丝（Phyllis）移居英国。

## 英国

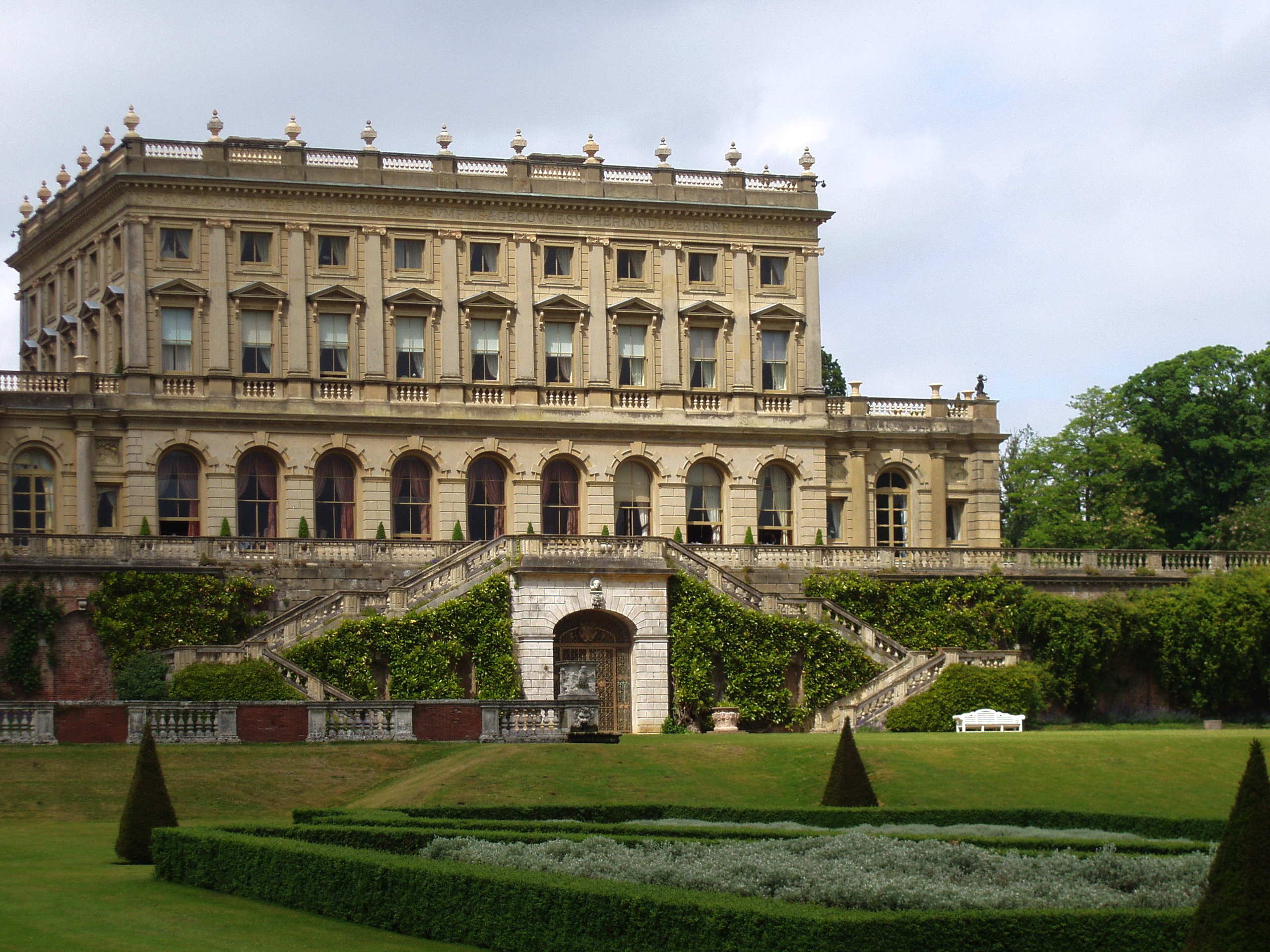
克莱夫登

南希初到英国时，给人的印象是个有趣和机智的美国人。她说话机智、俏皮，笃信宗教、行为拘谨，令不少英国男士感到困惑，但是，受到年老社会名流欢迎，他们喜欢和生动迷人，又体面、克制的美国人。南希开始展露出回应批评的技巧。一次，有一个英国女士问她：“你是来夺走我们的丈夫的吗？”她出人意外地答道：“如果你知道我解脱了的烦恼的话……”迷住了旁人，展示了她日后闻名的机智。

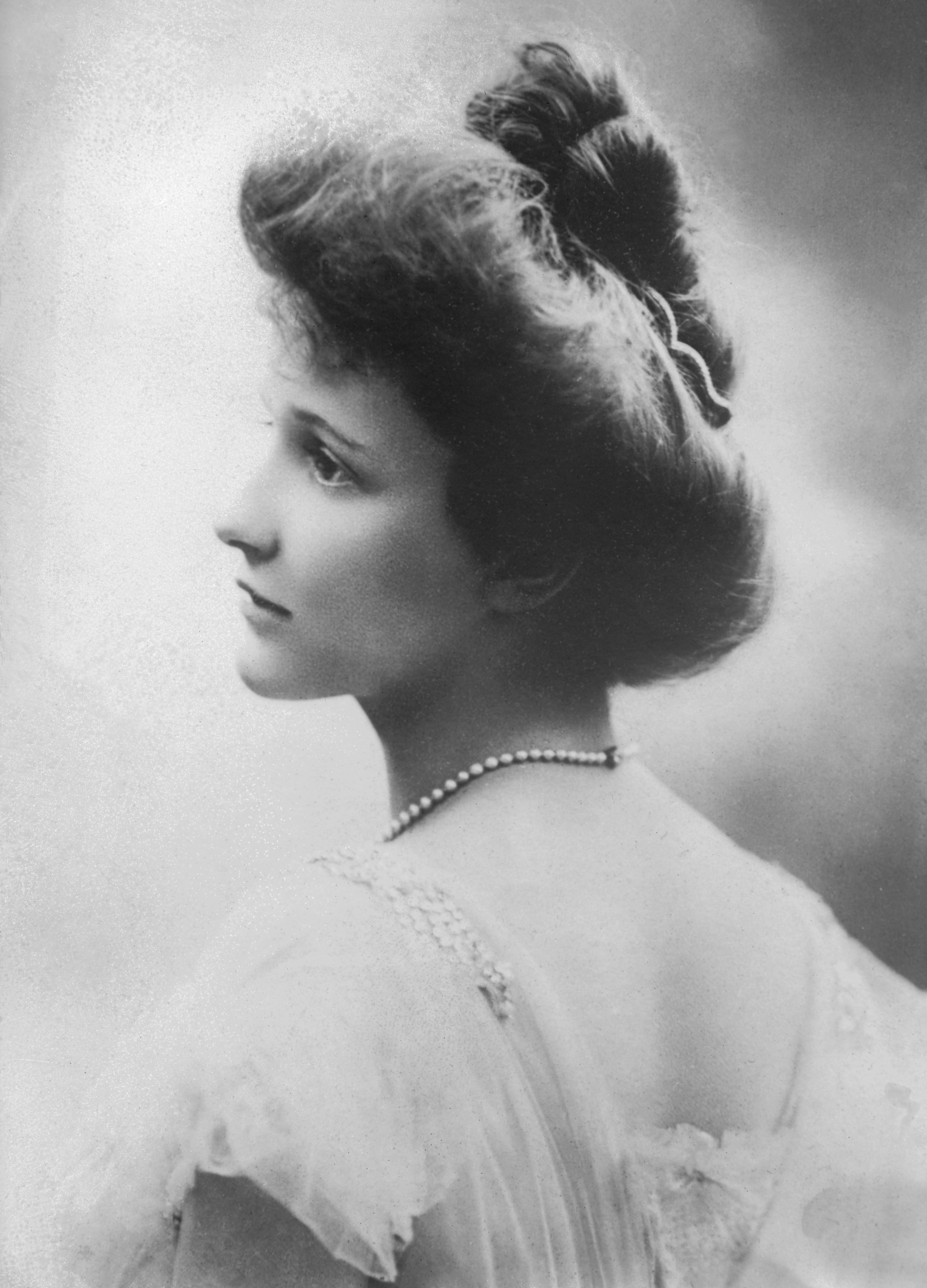
南希·阿斯特，阿斯特子爵夫人

尽管如此，南希最终还是嫁给了英国人。她的第二任丈夫，沃尔道夫·阿斯特（Waldorf Astor），生于美国，13岁时随父亲移居英国，在英国贵族的环境下成长。两人一开始十分匹配。他们生于同年同月同日（1879年5月19日），都是美国海外国民，性情又相近。阿斯特与南希有着一些相同的观念，而且，他的心脏有问题，他不能做出一些冒险的事情，这令南希十分安心。这次婚姻似乎十分成功。
婚后，南希与阿斯特迁入泰晤士河畔白金汉郡奢侈庄园克莱夫登（Cliveden），开始了她作为精英阶层的重要女主人的生活。阿斯特在大伦敦也有宅邸，圣詹姆斯广场（St. James Square）4号（现海军及军事俱乐部）。因为她有不少人脉，南希开始参与一个叫米尔纳幼稚园（Milner's Kindergarten）的政治群体。这个群体，在当时被认为是自由主义的，提倡团结、平等，主张英国应继续扩张。

## 基督教科学派
米尔纳幼稚园的政治意义有限，但是，它对南希的意义重大。她因此而结识了菲利普·卡尔（Philip Kerr），并与他成为终身好友。当时，两人都在重要关头。卡尔正经历一次精神危机，开始质疑他先前虔诚信仰的天主教。两人都寻求精神上的安定，最终两人都投向基督教科学派。南希此后一直信仰基督教科学派。
南希改宗基督教科学派是循序渐进的，受多个因素影响。她的妹妹，菲莉丝推荐她阅读玛丽·贝克·埃迪所著的科学与健康（Science and Health）。起初，南希并不在意这本书，后来，在患病一段时间后，她认为这些苦难，是上帝不想要的。她接受了病痛只是唤醒真我的精神建设的说法。南希的变化，令她的精神导师、好友會吏長弗雷德里克·尼夫（Frederick Neve）大为不满，更令两人之间的关系恶化。
卡尔在涉足了东方宗教后，才改宗基督教科学派，后来却成为了南希的精神导师。卡尔对天主教的反感，也影响了南希，加深了她对天主教的偏见。南希与作家希莱尔·贝洛克的友谊也愈发紧张，因为贝洛克鄙视富人，同时，南希企图令他的女儿改宗基督教科学派。这件事进一步加深了南希对天主教的反感。她对基督教科学派的信仰十分虔诚，比东正教徒更甚，她辞退了不同意她的观点的医生。南希改宗基督教科学派以后，在写给朋友的信中，三番四次地提到基督教科学派，力图使朋友一同改宗。当时的知识分子都视她这种人为狂人。
一战期间，克莱夫登被改为收容加拿大士兵的医院。尽管南希不相信医学，但是，她与医生的关系仍然十分融洽（尤其是外科医生墨本上校）。她尽力帮助受到心理创伤的士兵。南希因此成为了士兵之友，对她日后竞选下议院议员大有裨益。战争期间，双方释放可怖的毒气，死伤无数，令她转而反对战争。

## 参选议员
与她改宗基督教科学派一样，有多个因素影响了南希参选下议院议员，但是，最主要的因素还是她丈夫的状况。阿斯特在一战前几年担任过几年下议院议员，前途光明。但是，他继承了父亲的爵位，成为第二代阿斯特子爵，并因此而升入上议院。南希决定取得丈夫先前在下议院的议席。
南希参选，有多个不利之处。首先，她与争取女性选举权的运动缺乏联系。其次，第一位获选为英国议员的女性，康斯坦斯·马凯维奇曾经说阿斯特夫人“属于上层，脱离民众。”马凯维奇当时因为参与新芬党活动，被关押在哈洛威监狱（Holloway Prison），其他人亦因为纵火而收监。南希没有这种背景。再者，她极力主张禁酒，又对当时的政治缺乏了解。南希因此没有得到选区民众的爱戴。最后，她对古怪事物的偏好使得她看起来不可靠。
然而，南希也有一些有利之处：在一战期间，她曾经帮助加拿大士兵，除此之外，她也从事过其他慈善工作，例如捐款助战，最重要的是，她拥有应变突发事件的能力。她的这个能力，在应对激烈质问者时十分有效。有一次，一个男人问她，她为他做了什么，她回答道：“为何，查理，你知道……”然后与他合照。南希这种非正式的风格，令英国公众十分困惑。她团结现届政府的支持者，放缓她对酒精的观点，利用女性聚会，争取女性选民支持。1919年11月28日，补选举行，三日后，她以保守党党员身份，成功取得下议院议席。

## 早年议会生涯
担任议员的二十几年，是南希一生中最受公众关注的时期，人们对她议论纷纷。她一上任，几乎立即得到众人注意，首先是因为她是女性，然后是因为她打破常规。南希第一天到下议院议事，被议长要求保持肃静，因为她在与其他议员聊天，没有注意到自己引起了骚动。为免打扰议员议事，她的衣着变得更为沉稳，也避免出现在酒吧和吸烟间。
起初，另一个下议院议员，霍雷肖·博顿利（Horatio Bottomley），视南希为障碍，想取得“士兵之友”这个问题的主导权，计划铲除她，毁掉她的政治生涯。他利用她的两个有争议性的议题，即反对离婚改革法与支持延续战时酒精限制来攻击她。博顿利说她是一个虚伪的人，自己曾经离婚，现在却反对别人离婚。最后，他因为资金不足，语气又太过尖酸刻薄，没有得逞。他最终因舞弊而入狱，南希后来在争取连任时把这件事当做政治资本宣传。
在这个时期里，南希在议会里的朋友，大部分都是第一批入选下议院的女性，当中还包括其他政党的成员。当中有：英国第二位女下议院议员，玛格丽特·温特林厄姆（Margaret Wintringham），还有工党共产党派，海伦·威尔金森（Ellen Wilkinson）。后来，南希提议创立“女性党”，但是，工党女党员都觉得这个提议实在是荒唐离奇，因为工党前途光明，又许诺升迁她们。她与这些人的友谊，随着年月的流逝而逐渐消散，到了后来，甚至有一些女议员，如苏珊·劳伦斯（Susan Lawrence）视她为敌人。
这段时间里，南希在下议院里成就甚少。她从未担任过有影响力的职位。反而是后来居上的阿索尔公爵夫人（Duchess of Atholl）在党内担任的职位高过南希，令她羡慕。她觉得，如果她在党内担任了高级职位，就无须频繁攻击现任政府（当时的执政党是保守党）。南希少有的成就之一，就是引入一个法令，提高合法饮酒年龄至18岁（除非家长同意）。
虽然在这几年里，南希政治成就甚少，但是，她在政坛之外取得了一些成就。当中最著名的就是她对幼儿教育的推动。南希是受了一个社会主义者玛格丽特·麦克米伦（Margaret McMillan）的启发。最初，南希对麦克米伦的理论持怀疑态度，后来，两人变得亲密，南希开始赞助后者的善举。
尽管南希从事过慈善工作，但是，她也以冷酷无情闻名。在得知政敌去世后，她公然发表感受。有人因此而批评南希，她也没有道歉，反而说：“我是一个弗吉尼亚人；我们格杀勿论。”她有一个朋友，安格斯·麦克唐纳（Angus McDonnell），因为她没有咨询他的意见，就与阿斯特结婚，而生她的气。南希则引用麦克唐纳的处女演说，他“真的要做好一些”。她激烈的言辞使得不少人逐渐疏远她。
20世纪20年代，南希在议会里十分活跃，发表了多个重要演说，又引入了一个法令，并成功获得通过。她的富裕也引起了女官员的注意。南希的主要工作是在政府、警察、上议院中引入更多女性，以及改革教育。她在代表选区受到民众爱戴，与美国保持良好联系，但是，在接下来的几十年中，她的成功不再。

## 20世纪30年代
20世纪30年代，南希经历了一段困难时期。1928年大选，她险胜工党候选人。1931年，南希遇到了更严重的问题：她与前夫的儿子，博比，因为作出同性恋行为而被捕。菲利普·卡尔却告诉她，坐牢对博比有益，因为他此前似乎有酗酒的习惯，又定不下性来。后来南希才发现，这些断言都是错误的。同时，她发表了一个极具争议的演说，把英国国家板球队被澳洲国家板球队击败的原因归咎于酒精。无论是英国队，还是澳洲队，都批评南希发表这样的演说。她自此越发不受欢迎，到了最后，甚至可以说是不得民心。
萧伯纳也是南希的朋友之一。他帮助南希渡过了一些难关，但也增添了不少麻烦。他们拥有相反的政治观点，不同的性情，但都是打破传统者。然而，萧伯纳时常喜欢说出一些有争议性的话来，或是置南希于尴尬的境地。
南希的儿子被捕后，萧伯纳邀请她前往苏联旅游。此程益处不大。旅途中，萧伯纳多次发表谄媚斯大林主义的言论，遭到南希鄙视，因为她反对共产主义。她甚至直截了当地问约瑟夫·斯大林，为何要屠杀那么多俄国人。但是，她的批评大部分都被翻译改成更温和的话语，令不少保守党支持者以为，她对共产主义的态度“放缓”了。在南希看来，萧伯纳对苏联赞美连连，令此程看起来是苏联的政治宣传课。

## 与纳粹主义的联系
随着纳粹的崛起，南希的形象进一步转差。虽然她曾批评纳粹主义贬低了女性的地位，但是，她坚决反对发动第二场世界大战对抗纳粹德国。一些与她有联系的人，尤其是洛锡安勋爵（即前菲利普·卡尔），非常支持绥靖政策。这群人后来被称为“克莱夫登帮”。这个词在激进主义记者克劳德科·伯恩（Claud Cockburn）主办的报纸“The Week”上首次出现。大部分人都认为，这群人是绥靖政策的主要推动者，又或者是秘密操控国家的群体，甚至是英国纳粹主义的滩头。南希更被看成阿道夫·希特勒的英国女人，拥有催眠能力。
尽管南希反对天主教，但是，她还与身为天主教徒的老约瑟夫·P·肯尼迪交往甚密，据说两人之间的信件处处表露出反犹太主义情绪。正如小爱德华·J·雷纳德所言：
他们极力反对共产主义和犹太主义，十分欢迎希特勒，以解决上述“世界问题”（南希语）……肯尼迪认为美国的“犹太媒体”已经成为了一个问题，“纽约和洛杉矶的犹太评论家”在“迷惑世人”。

南希究竟与反犹太主义、亲纳粹主义有无联系，至今未有定论。但是，她的确间中会见纳粹官员，也的确不信任、不喜欢外交大臣安东尼·艾登，还说他“永远不会是第二个本杰明·迪斯雷利”。南希告诉纳粹官员，她之所以支持德国重新武装，是因为德国“被天主教国家包围”了。她告诉另一位德国官员，德国驻英大使约阿希姆·冯·里宾特洛甫，严肃地说，希特勒太像查理·卓别林了。只有这几句话能够证明南希同情纳粹。
南希似乎不在意批评。她攻击天主教与共产主义的力度越来越大。慕尼黑協定后，南希说流亡海外的捷克共产党不应投靠英国，而应投靠苏联。到了大部分绥靖政策的支持者都认为情势已无可挽回的时候，洛锡安勋爵仍支持她保持一贯的态度。深受南希影响的洛锡安更批评教皇不支持希特勒吞并奥地利。

## 第二次世界大战
二战爆发后，南希承认之前犯下了错误，还投票反对过张伯伦，但是，仍然被人敌视。她的地位以及不如往日，有人甚至还称她为“柏林市民”。随着年纪的日增，南希越来越力不从心。她对天主教的恐惧进一步加深，更发表了一个演说，指天主教正阴谋颠覆外交部。南希并没有因为苏联加入盟国，就减弱对共产党的仇恨，在二战期间，她发表过批评苏联的演说。她的演说变得散漫、不知所云，连她的政敌都感叹说，她像是“用一碟炒蛋玩壁球”。对于南希的政敌来说，她不再是对手，反而是笑话。
二战期间，南希在个人层面上也受到了打击。1937年、1938年两年里，她的姊妹与兄弟先后去世。1940年，南希的精神导师、密友洛锡安勋爵去世。尽管洛锡安对她有一定负面影响，但是，他仍然是她最亲密的教友，连她改宗后的丈夫都比不上。萧伯纳的妻子也在大约两年之后去世。这几年里，南希还与患有心脏病的丈夫阿斯特因为吃巧克力的问题而吵架。从此以后，他们的关系转冷，原因不止是因为吃巧克力的问题而吵架，还因为南希对丈夫阿斯特的健康状况不满。与一战时期一样，南希再度开办了一间医院收容加拿大士兵的医院，但是，这次她表现出对参加过一战的老兵的偏爱。
普遍认为，参加意大利战役的英军第八军的外号“逃避D日的人”，来自于南希的一次演讲。她之所以这么说，是因为她觉得第八军的任务十分轻松，比不上在法国与德国作战的同袍，他们打的才是“真正的战争”。在意大利作战的盟军士兵都十分愤怒，第51高地师的哈米什·亨德森少校甚至将莉莉瑪蓮改编为一首讽刺歌，“逃避D日的人的歌谣”。

## 晚年

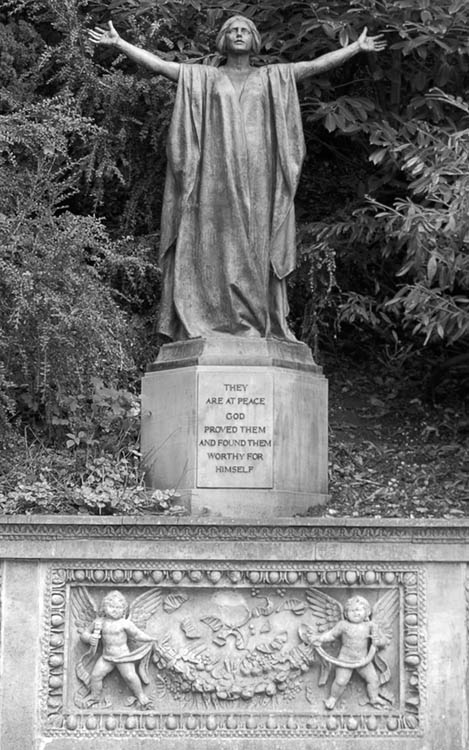
一座位于克莱夫登的雕像，正对着42个献给在一战中阵亡的士兵的石碑。伯特伦·麦坎罗爵士参照南希的头部雕刻了雕像的头部。

南希并不觉得晚年事业衰退，反而觉得是政党与丈夫迫使她在1945年退出政坛。保守党在二战末年已经觉得她是一个负累，她的丈夫也告诉她，家人将不会支持她争取连任议员。虽然心怀不满，但是，南希最后还是作出了让步。
南希的退休生活过得不太好，尤其是婚姻生活，出现了很大的问题。她不时公开批评她的丈夫迫使她退休，比如说，在她担任议员25周年纪念典礼上，她发表了一个演说，当中提到了，她之所以退休，是因为丈夫迫使，还说英国男人应该会为此而感到高兴。两人开始独自旅游，随后很快开始分居。南希此后越发左倾，加剧了与丈夫的分歧。不过，在阿斯特去世前，两人又再次和好。
南希的形象也变得十分差。她因为跟不上文化潮流而变得十分激进，对少数族裔的妄想越来越严重。有一次，南希说，美国太依赖纽约市了，而纽约市对于她来说，代表着她所恐惧的“犹太人与外国人”。在美国旅游期间，她告诉一群非裔学生，他们应该立志成为与旧时黑奴一样的黑种仆人。在另一次旅途中，她又同非裔教会职员说，他们应该感谢奴隶制，没有奴隶制的话，他们就没有改宗基督教的机会。在罗得西亚，南希骄傲地与一个非裔政府官员说，她是奴隶主之女。
1956年后，南希变得十分孤独。她的姊妹都去世了，两个好友，海伦·威尔金森、萧伯纳分别在1947年、1950年去世。南希的儿子博比变得更加好斗，在她去世后自杀身亡。另一个儿子，杰克，娶了一个天主教徒，因此，他与母亲产生了矛盾，而南希的其他儿女亦疏远了她。經過無數變故，她最终接受了身為天主教徒的媳婦。然而，南希还是認為，她的晚年很孤单。1964年，她在女儿的宅邸林肯郡格姆斯郎堡去世。

### 引用
1. ↑  .   [2012-07-31]. （原始内容存档于2008-10-12）.
2. ↑  Langhorne House, Birthplace of Lady Astor 的存檔，存档日期2008-06-02.
3. ↑  .   [2012-07-31]. （原始内容存档于2012-10-19）.
4. ↑  Sykes (1984), p. 75.
5. ↑  . Centre for Advancement of Women in Politics. Queen's University Belfast.   [27 November 2011]. （原始内容存档于2016-03-03）.
6. ↑  Sykes (1984), pp. 242–60
7. ↑  Sykes (1984), pp. 266–267, 354, 377.
8. ↑  Masters (1981), p. 137.
9. ↑  Sykes (1984), pp. 299–309, 327.
10. ↑  Sykes (1984), pp. 329–330.
11. ↑  Masters (1981), p. 140.
12. ↑  Sykes (1984), pp. 285, 326.
13. ↑  Masters (1981), p. 58.
14. ↑  Sykes (1984), pp. 317–318, 327–328.
15. ↑  Masters (1981), pp. 115–118.
16. ↑  Sykes (1984), pp. 351–352, 371–380.
17. ↑  Masters (1981), pp. 161–168.
18. 1 2  Sykes (1984), pp. 382–395.
19. ↑  Masters (1981), pp. 145–149, 170–175.
20. ↑  Masters (1981), pp. 170–175.
21. ↑  Sykes (1984), pp. 425–437.
22. 1 2  Masters (1981), pp. 185–192.
23. ↑  Edward J. Renehan, Jr. . History News Network. George Mason University. 29 April 2002  [29 April 2009]. （原始内容存档于2009-05-12）.
24. ↑  Sykes (1984), pp. 440–450.
25. ↑  Sykes (1984), pp. 446–453, 468.
26. ↑  . Hansard. Parliament of the United Kingdom. 8 May 1939  [2011-11-27]. （原始内容存档于2011-08-24）.
27. ↑  Sykes (1984), pp. 520–522, 534.
28. ↑  Masters (1984), pp. 200–205.
29. ↑  Thornton (1997), p. 434.
30. ↑  Sykes (1984), pp. 554–556.
31. ↑  Thornton (1997).
32. 1 2  Sykes (1984), pp. 556–557, 573–575.
33. 1 2  Thornton (1997), p. 444.
34. ↑  Sykes (1984), pp. 580, 586–594, 601–606.